# 徐佩琨
徐佩琨（1892年—1980年），字叔刘。江苏苏州人。中华人民共和国教育家、经济学家。

## 生平
徐佩琨早年毕业于南洋大学土木科，后留学美国，获俄亥俄州立大学经济学硕士学位。回国后他任教于交通大学，曾担任交通管理学院院长。1929年，因不满黎照寰对交大的改组，徐佩琨被中华民国铁道部调离交大，之后任教于中央大学商学院，任教务主任。1931年初，因院长程振基称病请假，徐佩琨代理院长。1932年，因国立上海商学院独立，他出任首任院长。但独立一事引发了商学院毕业校友不满，引发将近一年的抵抗运动，迫使他于1933年8月离职。
之后徐佩琨历任上海暨南大学、广州中山大学教授。抗日战争后，抵达香港，任香港理工学院教授。之后赴重庆任中央大学商学院教授。抗日战争结束后，回任国立上海商学院教授。1946年，担任国立北平铁道管理学院院长。1948年11月，中国人民解放军第四野战军进入山海关，围攻天津北京，徐佩琨借口去南京述职，长期不归。
1949年，徐佩琨移居海外，任新加坡南洋大学商学院教授兼院长。后经香港返回上海，任上海文史馆馆员。1980年病逝于上海。著有《商情调查》、《金本位之末日》等。